# Диссимуляция
Диссимуляция (от лат. dissimulatio — сокрытие, скрывание, утаивание; притворство) — сознательное сокрытие (например, признаков болезни по каким-либо причинам). Чаще всего встречается в ситуациях, когда человеку по объективным или субъективным причинам невыгодно сообщать о своих симптомах. Например, в условиях экономического кризиса и сокращения штата работник может сознательно скрывать от работодателя сведения о своей болезни, чтобы сохранить рабочее место. Также подобная модель поведения характерна для мужчин, не желающих, чтобы окружающие (семья, сослуживцы) знали о болезни (прежде всего болезни, касающейся репродуктивных способностей), сохраняя образ «сильного и выносливого мужчины».
Диссимуляция часто встречается у больных психическими расстройствами: они скрывают от врача и других людей свои болезненные переживания, при этом подлинно не осознавая их патологическую природу. Некоторые из психиатрических пациентов «учатся» диссимуляции с посторонней помощью, либо им заведомо известно, что если врачу станут известны их определённые переживания, они будут расценены как симптомы психического расстройства, с последующими нежелательными последствиями (назначение антипсихотических средств, госпитализация или отсрочка выписки из психиатрической больницы). Также пациенты начинают диссимулировать из-за неадекватного поведения самого́ врача, когда он выражает прямолинейное отношение, иронизирует или осуждает болезненные высказывания больных.